# Tang Muhan
Tang Muhan (Shenzhen, 4 settembre 2003) è una nuotatrice cinese, vincitrice della medaglia d'oro ai Giochi olimpici estivi di Tokyo 2020 nella staffetta 4x200 metri stile libero.

## Palmarès
| Anno | Manifestazione  | Sede     | Evento     | Risultato | Prestazione | Note |
| ---- | --------------- | -------- | ---------- | --------- | ----------- | ---- |
| 2021 | Giochi olimpici | Tokyo    | 400 m sl   | 5ª        | 4'04"10     |      |
| 2021 | Giochi olimpici | Tokyo    | 4x200 m sl | Oro       | 7'40"33     |      |
| 2022 | Mondiali        | Budapest | 200 m sl   | Bronzo    | 1'56"25     |      |
| 2024 | Giochi olimpici | Parigi   | 4x200 m sl | Bronzo    | 7'42"34     |      |